# Tazewell (Tennessee)
 Tazewell – miasto w Stanach Zjednoczonych, w stanie Tennessee, w hrabstwie Claiborne. Według danych z 2000 roku miasto miało 2165 mieszkańców.